# Referendumul din Ungaria pentru drepturile LGBTQ din 2022
Un referendum a avut loc în Ungaria pe 3 aprilie 2022, care a coincis cu alegerile parlamentare.

## Fundal
Referendumul a fost convocat de Fidesz, partidul de guvernământ al guvernului maghiar, și este descris drept problemă de protecție a copilului în ceea ce privește drepturile LGBTQ după presiunile Uniunii Europene asupra legislației despre care Uniunea Europeană spune că discriminează persoanele LGBTQ.
Într-o declarație emisă de Președintele Republicii, Áder a spus (declarația în întregime): „Adunarea Națională a Ungariei a votat în unanimitate pe 9 noiembrie 2021 pentru a permite organizarea unui referendum în ziua alegerilor generale. „Condițiile legale pentru organizarea unui referendum sunt în vigoare pentru patru întrebări la care au fost inițiate referendumuri. „Având în vedere termenele stabilite de legile privind procedurile electorale și referendumul, un referendum pe cele patru chestiuni în cauză și alegerile generale se pot desfășura numai simultan în 3 aprilie sau 10 aprilie. „În acest sens, am stabilit referendum pe cele patru probleme specificate în Rezoluția Parlamentului 32/2021 din 30 noiembrie pentru 3 aprilie 2022.”

## Schimbări propuse
Cele patru întrebări sunt:
- Susțineți predarea orientării sexuale minorilor în instituțiile publice de învățământ fără acordul părinților?
- Susțineți promovarea terapiei de schimbare a sexului pentru copiii minori?
- Susțineți expunerea nerestricționată a copiilor minori la conținut media sexual explicit care le poate afecta dezvoltarea?
- Susțineți afișarea conținutului media care schimbă sexul către minori?

## Critici
Părți din lege care sunt dezbătute la referendum au fost condamnate de grupurile pentru drepturile omului și etichetate ca "o viguroasă retorică anti-LGBT" și "intenționează să limiteze drepturile minorităților". Grupurile pentru drepturile omului au spus, de asemenea, că referendumul ar putea crește discriminarea și stigmatizarea comunității LGBT din Ungaria și va face viața mai dificilă pentru copiii LGBT.
Propunerile au fost criticate pe scară largă de UE din cauza încălcării articolului 21 din Carta drepturilor fundamentale a organizației. Acest articol afirmă că „stigmatizarea persoanelor LGBTIQ constituie o încălcare clară a dreptului lor fundamental la demnitate, așa cum este prevăzut în Carta UE și în dreptul internațional." Președintele comisiei UE, Ursula von der Leyen, a descris legea ca fiind discriminatorie și "o rușine".
Luca Dudits, membru al consiliului executiv al Societății Háttér, cea mai mare și mai veche organizație LGBT din Ungaria, a declarat că acest referendum este „un alt instrument al campaniei de comunicare a lui Viktor Orbán. Ea a spus pentru Euronews: „Dacă vrei să adopti o lege controversată, ar trebui să câștigi un referendum înainte de asta”.

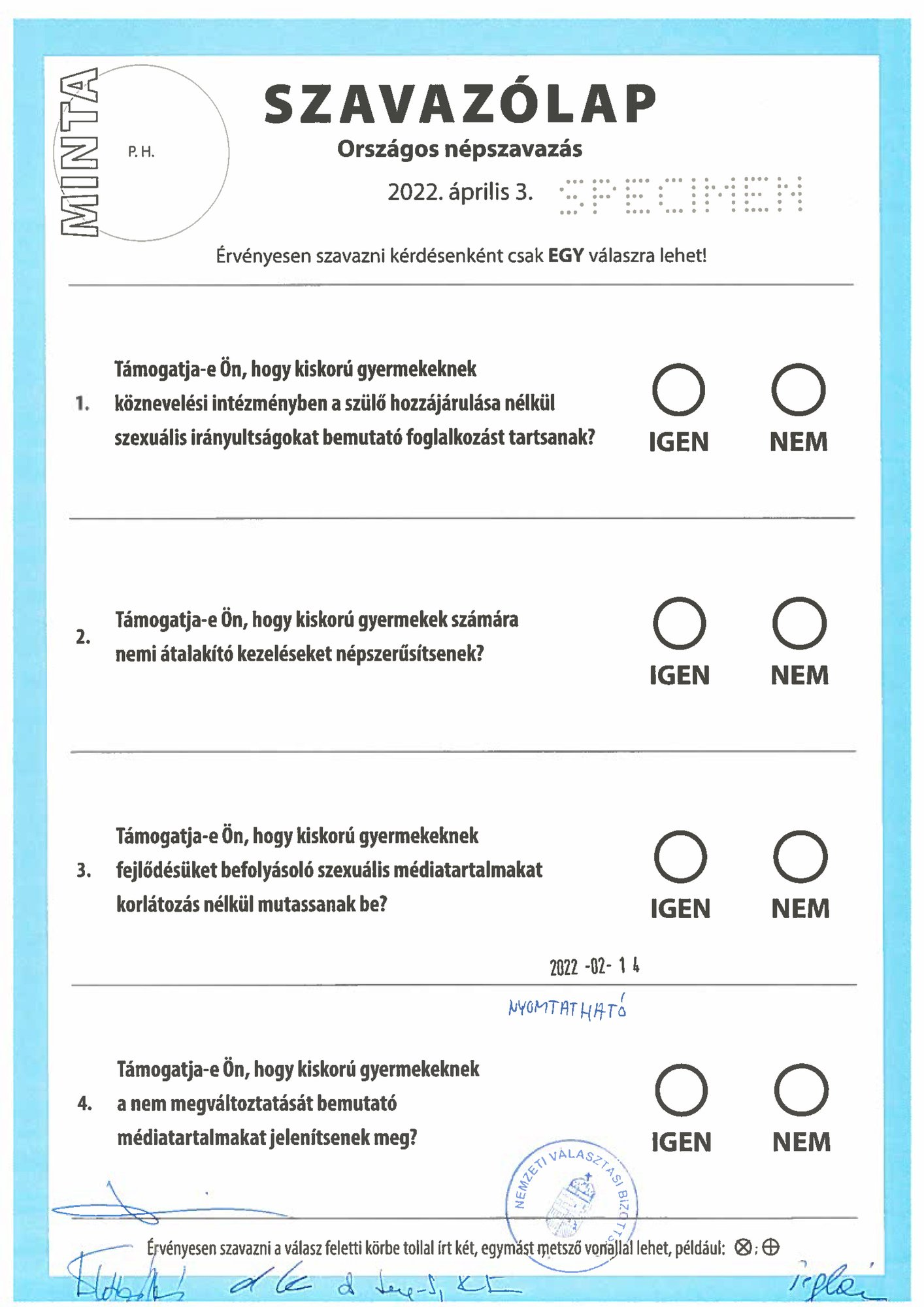
Buletin de vot la referendum

O declarație comună a 10 grupuri maghiare LGBT+ și pentru drepturile omului, inclusiv Budapest Pride și Amnesty Hungary, a cerut cetățenilor să dea răspunsuri nevalide la referendum, încercând atât „da” cât și „nu” pentru fiecare întrebare pentru a „ajuta să se asigure că referendumul de excludere al guvernului nu atinge pragul de valabilitate.”

## Rezultate

### Prezența
| 7:00  | 9:00   | 11:00  | 13:00  | 15:00  | 17:00  | 18:30  | Total  |
| ----- | ------ | ------ | ------ | ------ | ------ | ------ | ------ |
| 1.79% | 10.17% | 25.46% | 39.55% | 52.18% | 62.23% | 67.06% | 68.75% |